# COMAC (青年组织)
COMAC是比利时的一个左翼青年组织，是比利时工人党的青年翼。与比利时工人党相同，COMAC是一个双语组织，在比利时法语区、荷语区均有活动。该组织是世界民主青年联盟的成员。

## 历史
COMAC成立于2002年，由法语区青年组织“马列主义运动”（法语：Mouvement marxiste leniniste）和荷语区青年组织“马列主义运动”（荷兰语：Marxistisch-Leninistische Beweging）合并而成。“COMAC”是组织的正式名称，可诠释为“变革、乐观、马克思主义、行动主义、创造力”（法语：Changement, Optimisme, Marxisme, Activisme, Créativité；荷兰语：Change, Optimisme, Marxisme, Activisme, Creativiteit）五个词汇的缩写。
2016年，青少年组织“红狐”（RedFox）从COMAC中派分出来，作为COMAC的姊妹组织，面对14-18岁的中学生发展成员、开展活动。
在早期，“COMAC”是“共产主义行动委员会”（法语：Comité d'Action Ccmmuniste；荷兰语：Communistisch Actiecomité）和“活跃共产主义者”（法语：Communistes Actifs）等不同时期全名的缩写，后改为直接使用“COMAC”作为其正式名称。

## 活动
COMAC接纳18-30岁的青年人为其成员，宣称民主主义、社会主义、社会多元化等为其社会目标，其诉求包括可持续发展、关注气候变化、可及的优质教育、社会平等、反战、反种族歧视、反性别歧视、反极右翼等，并在学生和青年人中组织政治和社会运动以表达其诉求。在政治观点方面COMAC与比利时工人党保持一致，且时常参与比利时工人党及其它姊妹组织举行的活动。除和平抗议、集会等之外，COMAC也举办讲座、研讨会等内部培训活动和各种文化活动、志愿活动。

## 组织架构
COMAC现任主席为Sander Claessens，自2022年起就任。截至2022年10月，COMAC在比利时全国设有11个分部，分别位于布鲁塞尔、根特、鲁汶、新鲁汶、列日、安特卫普、蒙斯、那慕尔等8个主要城市，并以各高等院校为其活动重心。

## 社会联系
COMAC是世界民主青年联盟的成员，与法国青年共产主义者运动、荷兰共产主义青年运动等欧洲左翼、社会主义青年组织有联系，并曾派代表参加欧洲共产主义青年组织会议。在比利时国内，COMAC与若干个女权主义、反法西斯主义、和平主义和志愿者活动民间组织有联系和合作。